# ويليام س. ديفيس
ويليام س. ديفيس (بالإنجليزية: William C. Davis)‏ هو مؤرخ ومؤرخ عسكري أمريكي، ولد في 1946 في إنديبندنس في الولايات المتحدة.

## وصلات خارجية
- الموقع الرسمي
- ويليام س. ديفيس على موقع IMDb (الإنجليزية)